# Pedicularis dolichocymba
Pedicularis dolichocymba är en snyltrotsväxtart som beskrevs av Hand.-mazz.. Pedicularis dolichocymba ingår i släktet spiror, och familjen snyltrotsväxter. Inga underarter finns listade i Catalogue of Life.